# Lisp Machines
Pour les articles homonymes, voir LMI.
Lisp Machines (plus connue sous l'appellation LMI, de l'anglais « Lisp Machines, Inc ») est une société informatique américaine fondée en 1979 par Richard Greenblatt, un ancien hacker du laboratoire d'intelligence artificielle du MIT.
Elle distribue sa première machine Lisp en 1980 à partir de la version maintenue au MIT.
La société Lisp Machines fait faillite en 1987 avant de pouvoir vendre sa machine Lisp de seconde génération.